# Eleccions regionals franceses de 2015
Les eleccions regionals franceses de 2015 tingueren lloc els dies 6 i 13 de desembre del 2015 per escollir els Consells Regionals de la França metropolitana i d'ultramar, així com l'Assemblea de Còrsega, l'Assemblea de Guyana i l'Assemblea de Martinica per a un mandat de sis anys. Només el Consell General de Mayotte, que renovà les competències de la regió i que ja renovà el 2 d'abril de 2015, no participà en aquestes eleccions.

## Mode d'escrutini
Les eleccions regionals tenen un sufragi universal directe i un escrutini proporcional plurinominal amb dues voltes amb majoria de prima.
Hi ha una segona volta si cap llista arriba al 50% del sufragi expressat a la primera volta. A la segona volta s'hi poden presentar les llistes que hagin arribat almenys al 10% a la primera volta. Les llistes que hagin obtingut menys del 5% poden fusionar-se a la segona volta amb una llista qualificada.
A la volta decisiva (la primera volta si una llista arriba al 50%, la segona volta si no és així), la llista en primer lloc rep una prima del 25% dels escons mentre que la resta dels escons es reparteixen entre les altres llistes (inclosa la primera llista) que hagin rebut almenys un 5% dels vots. Així doncs, la majoria de prima permet a una llista que arribi primera disposar d'una majoria absoluta d'escons al Consell Regional a partir d'un terç dels vots a la segona volta.
Els escons es reparteixen entre les llistes al nivell regional, però, al si de cada llista, els escons s'atribueixen per secció departamental.

## Resultats nacionals

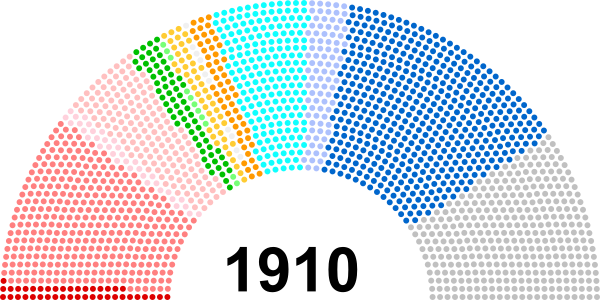
Front d'Esquerra: 41 escons
Partit Socialista: 355 escons
Partit Radical d'Esquerra: 36 escons
Divers esquerra: 155 escons
Europa Ecologia-Els Verds: 64 escons
Divers ecologistes: 11 escons
Regionalistes: 48 escons
Divers: 10 escons
Moviment Demòcrata: 54 escons
Unió dels demòcrates i independent: 199 escons
Divers dreta: 86 escons
Els Republicans: 493 escons
Front Nacional: 358 escons

|               | Dreta         | LR - UDI - MoDem - DLF - DVD    | 6 884 785  | 31,72  | 10 127 619 | 40,24  | 818 | 42,83 | - | - |
|               | Esquerra      | PS - PRG - DVG - FG - EELV      | 7 806 562  | 35,96  | 8 083 168  | 32,12  | 677 | 35,45 | - | - |
|               | Extrema dreta | FN                              | 6 052 733  | 27,89  | 6 820 477  | 27,10  | 358 | 18,74 | - | - |
|               | Regionalista  | MIM - FaC - CL - UDB - MBP - UL | 273 417    | 1,26   | 136 381    | 0,54   | 57  | 2,98  | - | - |
|               | Divers        |                                 | 690 534    | 3,18   | -          | -      | -   | -     |   |   |
|               |               |                                 |            |        |            |        |     |       |   |   |
| Inscrits      | Inscrits      | Inscrits                        | 45 298 641 | 100,00 | 45 293 888 | 100,00 |     |       |   |   |
| Abstenció     | Abstenció     | Abstenció                       | 22 689 039 | 50,09  | 18 838 599 | 41,59  |     |       |   |   |
| Votants       | Votants       | Votants                         | 22 609 602 | 49,91  | 26 455 289 | 58,41  |     |       |   |   |
| Blancs i nuls | Blancs i nuls | Blancs i nuls                   | 901 571    | 3,99   | 1 287 644  | 4,87   |     |       |   |   |
| Vàlids        | Vàlids        | Vàlids                          | 21 708 031 | 96,01  | 25 167 645 | 95,13  |     |       |   |   |